# Mircea Axente
Mircea Axente (Tulcea, 14 de março de 1987) é um futebolista romeno que atua como atacante. Atualmente, joga pelo Oţelul.